# Схід штату Алагоас (мезорегіон)
Схід штату Алагоас (порт. Mesorregião do Leste Alagoano) — адміністративно-статистичний мезорегіон в Бразилії, входить в штат Алагоас.

## Склад мезорегіону
В мезорегіон входять наступні мікрорегіони:
1. Серрана-дус-Кіломбус
2. Мата-Алагоана
3. Масейо
4. Пенеду
5. Сан-Мігел-дус-Кампус
6. Літорал-Норті-Алагоану

| Бразилія | Це незавершена стаття з географії Бразилії. Ви можете допомогти проєкту, виправивши або дописавши її. |